# That '90s Show
That '90s Show (Aquellos maravillosos 90 en España) es una serie web estadounidense, secuela de la popular serie de Fox emitida entre 1998 al 2006, That '70s Show. Está protagonizada por Debra Jo Rupp, Kurtwood Smith y Callie Haverda como nueva protagonista. Los creadores y productores de la serie original Bonnie y Terry Turner también vuelven al proyecto. Se estrenó en Netflix el 19 de enero de 2023.
En febrero de 2023, la serie fue renovada para una segunda temporada de 16 episodios. La segunda temporada está dividida en dos partes: la primera se estrenó el 27 de junio de 2024 y la segunda el 22 de agosto del mismo año. En octubre de 2024, la serie fue cancelada tras dos temporadas.

## Argumento
La serie tomará lugar en el Point Place, Wisconsin de 1995, 15 años y medio después del año nuevo de 1979. Leia Forman, hija de Eric Forman y Donna Pinciotti, visita a sus abuelos paternos, Kitty y Red Forman, en sus vacaciones de verano y se instalará en la ciudad para generar a su propia banda de amigos. Kitty y Red estarán a cargo de otra generación de jóvenes con otras costumbres, modas e ideologías, mientras Leia y sus amigos viven sus adolescencias en los años noventa.

## Reparto

### Principales
- Debra Jo Rupp como Kitty Forman
- Kurtwood Smith como Red Forman
- Callie Haverda como Leia Forman: una adolescente inteligente y sarcástica que anhela la aventura, y la hija de Eric Forman (Topher Grace) y Donna Pinciotti (Laura Prepon)
- Ashley Aufderheide como Gwen Runck: una rebelde Riot grrrl con un corazón leal.
- Mace Coronel como Jay Kelso: un camarógrafo joven encantador y coqueto, e hijo de Michael Kelso (Ashton Kutcher) y Jackie Burkhart (Mila Kunis)
- Reyn Doi como Ozzie: un adolescente perspicaz y perceptivo que es abiertamente gay.
- Sam Morelos como Nikki: la ambiciosa e inteligente novia de Nate
- Maxwell Acee Donovan como Nate Runck: el hermano tranquilo y amante de la diversión de Gwen.[9]

### Recurrentes
- Andrea Anders como Sherri Runck
- Laura Prepon como Donna Pinciotti
- Wilmer Valderrama como Fez
- Tommy Chong como Leo Chingkwake

### Invitados especiales
- Topher Grace como Eric Forman
- Mila Kunis como Jackie Burkhart
- Ashton Kutcher como Michael Kelso
- Don Stark como Bob Pinciotti[10]
- Brian Austin Green como Brian Austin Green, una versión ficticia de sí mismo.
- Jim Rash como Fenton

## Episodios

### Temporadas
| Temporada | Temporada | Parte | Episodios | Episodios | Lanzamiento original | Lanzamiento original |
| --------- | --------- | ----- | --------- | --------- | -------------------- | -------------------- |
|           | 1         | 1     | 10        | 10        | 19 de enero de 2023  | 19 de enero de 2023  |
|           | 2         | 2     | 16        | 8         | 27 de junio de 2024  | 27 de junio de 2024  |
|           | 2         | 3     | 16        | 8         | 22 de agosto de 2024 | 22 de agosto de 2024 |

### Temporada 1 (2023)
| Parte 1 |    |                                                  |              |                                                                                                  |                     |
| 1       | 1  | «That '90s Pilot» «El Primer Episodio de Los 90» | Gail Mancuso | Historia de: Bonnie Turner, Terry Turner, Lindsey Turner y Gregg Mettler Guion de: Gregg Mettler | 19 de enero de 2023 |
| 2       | 2  | «Free Leia» «Liberen a Leila»                    | Gail Mancuso | Chrissy Pietrosh y Jessica Goldstein                                                             | 19 de enero de 2023 |
| 3       | 3  | «Lip Smackers» «Labiales y Besos»                | Gail Mancuso | Andrew Ti                                                                                        | 19 de enero de 2023 |
| 4       | 4  | «Rave» «La Rave»                                 | Gail Mancuso | Jake Lasker                                                                                      | 19 de enero de 2023 |
| 5       | 5  | «Step By Step» «Paso a Paso»                     | Gail Mancuso | Erin Foley                                                                                       | 19 de enero de 2023 |
| 6       | 6  | «The Birthday Girls» «La Cumpleañera»            | Gail Mancuso | Lindsey Turner                                                                                   | 19 de enero de 2023 |
| 7       | 7  | «Boyfriend Day One» «Primer Día de Novios»       | Gail Mancuso | Clarissa Carson                                                                                  | 19 de enero de 2023 |
| 8       | 8  | «Summer Storm» «Tormenta de Verano»              | Gail Mancuso | Tommy Johnagin                                                                                   | 19 de enero de 2023 |
| 9       | 9  | «Dirty Double Booker» «Tres Son Multitud»        | Laura Prepon | Chrissy Pietrosh y Jessica Goldstein                                                             | 19 de enero de 2023 |
| 10      | 10 | «Kids In America»                                | Laura Prepon | Gregg Mettler                                                                                    | 19 de enero de 2023 |

### Temporada 2 (2024)
| Parte 2 |    |                            |              |                                      |                      |
| 11      | 1  | «You Oughta Know»          | Gail Mancuso | Gregg Mettler                        | 27 de junio de 2024  |
| 12      | 2  | «Something to Talk About»  | Gail Mancuso | Chrissy Pietrosh y Jessica Goldstein | 27 de junio de 2024  |
| 13      | 3  | «Just a Friend»            | Gail Mancuso | Tommy Johnagin                       | 27 de junio de 2024  |
| 14      | 4  | «Hold My Hand»             | Gail Mancuso | Alison Wong                          | 27 de junio de 2024  |
| 15      | 5  | «What Is Love»             | Gail Mancuso | Erin Fischer                         | 27 de junio de 2024  |
| 16      | 6  | «I Can See Clearly Now»    | Gail Mancuso | King Hassan                          | 27 de junio de 2024  |
| 17      | 7  | «Baby-Baby-Baby»           | Gail Mancuso | Jake Lasker                          | 27 de junio de 2024  |
| 18      | 8  | «Friends in Low Places»    | Gail Mancuso | Tommy Johnagin                       | 27 de junio de 2024  |
| Parte 3 |    |                            |              |                                      |                      |
| 19      | 9  | «All Apologies»            | Laura Prepon | Aaron Huffines                       | 22 de agosto de 2024 |
| 20      | 10 | «Doll Parts»               | Laura Prepon | David Goetsch                        | 22 de agosto de 2024 |
| 21      | 11 | «Achy Breaky Heart»        | Laura Prepon | Erin Fischer                         | 22 de agosto de 2024 |
| 22      | 12 | «Two Princes»              | Laura Prepon | Jake Lasker                          | 22 de agosto de 2024 |
| 23      | 13 | «Life Is a Highway»        | Laura Prepon | King Hassan                          | 22 de agosto de 2024 |
| 24      | 14 | «I'll Stand by You»        | Laura Prepon | Mark Hudis                           | 22 de agosto de 2024 |
| 25      | 15 | «Are You Gonna Go My Way»  | Laura Prepon | Alison Wong                          | 22 de agosto de 2024 |
| 26      | 16 | «Don't Look Back in Anger» | Laura Prepon | Chrissy Pietrosh y Jessica Goldstein | 22 de agosto de 2024 |

## Producción
Antes de la creación de esta serie, los creadores de la serie original, iniciaron un spin-off similar a That '70s Show en el año 2002, llamado That '80s Show, que canónicamente tenía de protagonista al primo hermano de Eric Forman viviendo su vida con sus amigos en los años ochenta, esta serie no tuvo el éxito esperado y fue cancelada en su primera temporada.
La serie original no fue interrumpida y siguió en emisión hasta su temporada final en 2006, después de 16 años, esta serie será el segundo spin-off basado en That '70s Show, que también tendrá a los mismos escritores y productores originales, con el regreso de Gregg Mettler como escritor y a la pareja Bonnie y Terry Turner, que también regresan como productores acompañados de su hija Lindsey Turner en su debut como productora. La serie será hecha para la plataforma Netflix y para la primera temporada se encargaron 10 episodios para su estreno en 2022. El 3 de febrero de 2022, se dio a conocer que la actriz Callie Haverda, sería la protagonista de la serie con el personaje de Leia Forman, junto al resto del reparto joven. También el sitio Deadline dio a conocer que Netflix inicio conversaciones para traer a la serie con participaciones especiales a Topher Grace, Laura Prepon, Ashton Kutcher y Mila Kunis, para dos meses más tarde, confirmarse que los actores aceptaron retomar sus papeles como invitados especiales, junto a Wilmer Valderrama y Tommy Chong.
El 3 de febrero de 2023, Netflix renovó la serie para una segunda temporada de 16 episodios. El rodaje de la segunda temporada estaba previsto entre mayo y septiembre de 2023, pero se retrasó debido a la huelga del WGA 2023 y a la huelga SAG-AFTRA 2023. El 3 de octubre de 2024, Netflix canceló la serie tras dos temporadas.

## Lanzamiento
La primera temporada de That '90s Show se estrenó a través de Netflix el 19 de enero de 2023. La segunda temporada fue divida en dos partes, los primeros ocho episodios se estrenaron el 27 de junio de 2024 y otros ocho episodios se estrenarán el 22 de agosto de 2024, después de que en un principio se fijara su estreno para el 24 de octubre. La primera mitad de los episodios de la temporada 2 se ha estrenado como «Parte 2»; se espera que la segunda mitad se estrene como «Parte 3» de la serie.

## Recepción
En Rotten Tomatoes, la serie tiene un índice de aprobación del 75% basado en 51 críticas. El consenso crítico del sitio web dice: «Una serie secuela sólidamente servicial, That '90s Show puede tomar un poco de tiempo para encontrar su ritmo, pero aún así ofrece un número respetable de risas cálidamente nostálgicas.» Metacritic asignó una puntuación de 58 sobre 100 basada en 21 críticas, lo que indica «reseñas mixtas o medias».